# UEFA 주빌리 어워드
UEFA 주빌리 어워드(영어: UEFA Jubilee Awards)는 유럽 축구 연맹(UEFA) 창립 50주년을 기념하기 위해 수여된 특별상이다.
유럽 축구 연맹(UEFA)은 2004년 UEFA 창립 50주년을 맞아 52개 전체 회원국의 축구 협회가 지난 50년(1954년 ~ 2003년) 동안 가장 뛰어난 활약을 펼친 자국의 축구 선수 한 명을 뽑도록 했다. 이렇게 하여 선정된 52명의 선수들은 각 나라를 대표하는 최고의 선수(Golden Players)로 알려져 있다. 다음과 같은 선수 목록은 2003년 11월에 공개되었으며 스위스 니옹에 있는 UEFA 본부에서 승인되었다.

## 수상자 목록
- 그리스 - 바실리스 하치파나기스
- 네덜란드 - 요한 크라위프
- 노르웨이 - 루네 브라체트
- 덴마크 - 미카엘 라우드루프
- 독일 - 프리츠 발터
- 라트비아 - 알렉산드르스 스타르코우스
- 러시아 - 레프 야신
- 루마니아 - 게오르게 하지
- 룩셈부르크 - 루이 필로
- 리투아니아 - 아르미나스 나르베코바스
- 리히텐슈타인 - 라이너 하슬러
- 마케도니아 공화국 - 다르코 판체프
- 몰도바 - 파벨 체바누
- 몰타 - 카르멜 부수틸
- 벨기에 - 파울 판 힘스트
- 벨라루스 - 세르게이 알레이니코프
- 보스니아 헤르체고비나 - 사페트 수시치
- 북아일랜드 - 조지 베스트[1]
- 불가리아 - 흐리스토 스토이치코프
- 산마리노 - 마시모 보니니
- 세르비아 몬테네그로 - 드라간 자이치
- 스웨덴 - 헨리크 라르손
- 스위스 - 스테판 샤퓌자
- 스코틀랜드 - 데니스 로
- 스페인 - 알프레도 디 스테파노
- 슬로바키아 - 얀 포플루하르
- 슬로베니아 - 브란코 오블라크
- 아르메니아 - 호렌 오가네샨
- 아이슬란드 - 아스게이르 시구르빈손
- 아일랜드 - 조니 자일스
- 아제르바이잔 - 아나톨리 바니솁스키
- 안도라 - 콜도 알바레스
- 알바니아 - 파나요트 파노
- 에스토니아 - 마르트 폼
- 오스트리아 - 헤르베르트 프로하스카
- 우크라이나 - 올레흐 블로힌
- 웨일스 - 존 찰스
- 이스라엘 - 모르데하이 슈피글레르
- 이탈리아 - 디노 초프
- 잉글랜드 - 보비 무어
- 조지아 - 무르타즈 후르칠라바
- 체코 - 요세프 마소푸스트
- 카자흐스탄 - 세르게이 크보치킨[1]
- 크로아티아 - 다보르 슈케르
- 키프로스 - 소티리스 카이아파스
- 튀르키예 - 하칸 쉬퀴르
- 페로 제도 - 아브라함 뢰킨
- 포르투갈 - 에우제비우
- 폴란드 - 브워지미에시 루반스키
- 프랑스 - 쥐스트 퐁텐
- 핀란드 - 야리 리트마넨
- 헝가리 - 푸슈카시 페렌츠

## 같이 보기
- UEFA 골든 주빌리 여론 조사